# 公文 (小惑星)
公文 (3569 Kumon) は小惑星帯に位置する小惑星である。1938年にドイツのハイデルベルクでカール・ラインムートが発見した。
公文教育研究会の設立者公文公に因んで命名された。
命名は中野主一の提案であり、1988年4月2日に小惑星センターから公表された。
中野はスミソニアン天体物理観測所でこの小惑星の軌道を計算したことにより1987年に命名権を得た。
由来は中野が滞在費の一部を公文教育研究会の支援で賄っていた縁からである。